# GURPS

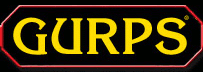
Logo de la 4ème édition de la marque GURPS par Steve Jackson Games.

GURPS (acronyme en anglais de Generic Universal RolePlaying System, littéralement : « Système de Jeu de Rôle universel générique ») est un système de jeu de rôle générique édité par Steve Jackson (SJGames), entreprise localisée à Austin, Texas (États-Unis). La première édition date de 1986. En 2004, GURPS en est à sa quatrième édition, uniquement disponible en langue anglaise. Le site e23 propose des suppléments officiels (en anglais) téléchargeables (mais payants) qui ne sont pas disponibles sous forme imprimée. GURPS Lite, une version abrégée des règles ainsi que quelques scénarios et autres goodies y sont également disponibles, gratuitement.
En français, Siroz/Asmodée a assuré la traduction du livre des règles de la troisième édition et de certains suppléments en français.
Ce jeu est, comme son nom l'indique (il signifie « système de jeu de rôle universel et générique »), susceptible d'être utilisé dans tous les univers. GURPS se compose d'un livre de règles de base et d'une foule de suppléments dont certains connaissent une longue carrière.
Chaque supplément détaille un monde et ajoute des règles adaptées à l'univers de jeu. Certain suppléments, comme GURPS Espace (GURPS Space), sont plus des guides de construction d'univers que des univers tout faits à jouer. D'autres tels GURPS Ultratech proposent des listes d'équipements indépendamment d'un univers précis ; GURPS Vehicles propose un système de règles complet pour construire le véhicule de son choix, de la charrette à bras au vaisseau spatial.
GURPS Infinite Worlds est considéré par la quatrième édition comme le monde par défaut pour GURPS, même si son utilisation par le meneur est parfaitement optionnelle.
Les règles fonctionnent autour de trois dés à six faces avec un système de caractéristiques/compétences, avantages/défauts.
Du point de vue des règles, il y a peu de différences entre la troisième et la quatrième édition. La quatrième édition propose plus d’avantages/défauts, ainsi que plus de compétences. Par contre, le système permettant de gérer les pouvoirs psioniques a été largement retravaillé.

## Histoire éditoriale
En 1977 et 1978, Steve Jackson crée les jeux de société de combat tactique Melee et Wizard pour la collection « MicroGame » de l'éditeur Metagaming Concept. Avec la parution de suppléments, cela devient un jeu de rôle, The Fantasy Trip (en) (TFT). Steve Jackson quitte l'entreprise Metagaming Concept en 1980 et celle-ci ferme en 1983. Steve Jackson veut racheter les droits de TFT mais le prix demandé est trop élevé. Il décide donc de recréer un jeu à partir de TFT ; ce jeu devient GURPS.
Steve Jackson commence par publier le système de combat sous le titre Man to Man: Fantasy Combat from GURPS en 1985 puis le jeu complet en 1986 (deux éditions). En 1988, SJG publie la troisième édition et le jeu remporte les Origin Awards pour les meilleures règles (Best Roleplaying Rules) ; cette version est traduite en français en 1992. En 1998, l'éditeur publie la version gratuite GURPS Lite, distribuée sous la forme d'un livret 4 p. ou d'un PDF. Le jeu entre dans le Origins Hall of Fame en 2000. La quatrième édition est publiée en 2004.

### Edition française
En français, la troisième édition de GURPS est traduite et publiée en 1992 par Corrège, puis rééditée en 1994 par Siroz. Plusieurs suppléments sont également traduits en français et publiés en 1993-1994 par Siroz: Cyberpunk, Horreur, Japon, Magie, Western, Espace et Conan. Suivent entre 1995 et 1997: Créatures Fantastiques, Peuples Imaginaires,Vampire et Psioniques.

## Le système de jeu

### Création du personnage
Un personnage est défini par :
- quatre caractéristiques (attributes) qui définissent l'être du personnage, son inné et son développement général : force (Strength, ST), dextérité (Dexterity, DX), intelligence (Intelligence, IQ) et santé (Health, HT) ;
- la 4e édition a rajouté des caractéristiques dérivées : points de vie (hit points), volonté (will), perception (perception) et points d'énergie (fatigue points) ;
- des avantages (advantages), comme « acuité visuelle », « ambidextrie », « bonne réputation », « richesse », « alliés » ; et des défauts (disadvantages), comme « mauvaises habitudes », « daltonisme », « phobie », « alcoolisme », « mauvaise réputation » ou « ennemis » ;
- des compétences (skills) qui sont ses spécialisations, ses expériences, ses études, sa profession, par exemple « combat à l'épée », « tir au pistolet », « escalade », « mathématiques », « diplomatie »…

Un joueur a un certain nombre de points de personnage (en général 100) à répartir pour créer le personnage. Il peut les dépenser en :
- augmentant les caractéristiques ;
- prenant des avantages ;
- augmentant des compétences.

Il peut augmenter son capital de points de personnage en :
- diminuant des caractéristiques ;
- prenant des désavantages.

### Résolution des actions
Les compétences sont des bonus ou des malus s'ajoutant au score d'une caractéristique. Les compétences physiques sont en général fondées sur la Dextérité (DX), parfois sur la Force (ST) ou la Santé (HT) ; les compétences mentales sont fondées sur l'Intelligence (IQ).
Les jets d'action (success roll) se jouent avec trois dés à six faces (3d6) ; une action réussit si
3d6 ≤  score de compétence + bonus/malus
le bonus/malus marquant la difficulté de l'action et les conditions (éclairage, quiétude, météorologie…).
Lorsque deux personnages s'opposent, l'action se résout en général avec un duel rapide (quick contest) de compétence ou de caractéristique (appelé ci-après « capacité » de manière générique) : chaque joueur fait un jet sous la capacité concernée :
- si l'attaquant réussit son jet et que le défenseur échoue, l'action réussit ; la marge de réussite (différence entre la capacité et le jet de dé) détermine la qualité de la réussite ;
- si les deux réussissent le jet, l'attaque réussit si la marge de l'attaquant est supérieure à la marge du défenseur ; dans ce cas, la qualité est déterminée par la différence des marges ;
- si l'attaquant échoue et que le défenseur réussit, l'action échoue ;
- si les deux échouent, c'est en général le statu quo ; éventuellement, le personnage ayant la plus petite marge absolue remporte le duel.

### Santé
La santé est représentée par la caractéristique Santé (HT). Lorsqu'un personnage est blessé, malade, empoisonné… il perd des points de santé (dans la quatrième édition, il perd des points de vie). Arrivé à zéro, il peut tomber dans le coma, et lorsqu'il arrive à un total négatif égal à son score initial de Santé, peut mourir.
En fait, en dessous de 0 HT, un personnage doit réussir chaque tour un jet sous sa santé originelle ou tomber inconscient. En dessous du négatif de son score initial de santé, un échec signifie la mort, mais s'il réussit, le personnage continue à vivre (et s'il a réussi tous ses jets jusqu'ici, il est encore conscient) ; avec beaucoup de chance, il peut ainsi tomber à -5 fois son score initial (un personnage avec 10 en HT peut encaisser 60 points de dégât) !
Notons toutefois qu'un coup fatal peut toujours être porté à un personnage inconscient (par exemple égorger), donc la survie du personnage inconscient ne tient qu'à l'abandon de ses attaquants… Mais un personnage laissé pour mort peut survivre jusqu'à ce que l'on vienne le secourir.
Lorsqu'un personnage perd un nombre donné de points de santé (HT), ses jets sont affectés d'un malus égal à cette perte pour le tour suivant (en quelque sorte, le personnage est sonné pour un tour).
La fatigue se traduit par une perte de points de force (ST) — ou de points d'énergie (fatigue points) dans la quatrième édition — qui remonte avec le repos.

### Résolution des combats
GURPS prévoit des règles de combat modulaires.
À un système de base (basic combat system) s'ajoutent des règles optionnelles, pouvant même être utilisées comme des règles de combat avec figurine (wargame). Le système de base est le suivant.
Le combat est découpé en tours (turns) d'une seconde chacun, correspondant à une attaque et une parade par personnage. L'initiative est déterminée aléatoirement (le plus haut score avec 3d6 gagne), ou bien par ordre du score de Vitesse de base (Mvmt — basic speed).
Dans un tour, un personnage ne peut porter qu'une seule attaque, sauf s'il décide d'attaquer à outrance (all-out attack) auquel cas il peut frapper deux fois. Le personnage peut esquiver (dodge) autant de fois qu'il veut, mais il ne peut parer qu'un coup avec une arme (donc deux coups par tour s'il a une arme dans chaque main) et il ne peut bloquer qu'une attaque avec un bouclier (block) par tour, sauf s'il choisit la défense désespérée (all-out defense) auquel cas il peut parer deux fois par arme, et bloquer deux coups avec un bouclier.
L'attaque est un jet sous la compétence d'arme. Un jet de 3 ou 4 est une réussite critique : le défenseur ne peut pas parer et les dégâts sont doublés. Pour les armes à distance, si l'attaquant ne vise pas, il a un malus de tir instinctif de -4. S'il passe un tour à viser, il n'a pas de malus, s'il en passe quatre, il a un bonus de +1.
Les chances de parade à une arme sont obtenues en divisant la compétence de l'arme par deux. Les chances d'esquive sont données par la caractéristique Mouvement (Move). Les chances de bloquer une attaque avec un bouclier sont obtenues en divisant la compétence Bouclier par deux.
Une armure possède deux scores : la Défense Passive (passive defense, PD), qui s'ajoute aux chances de défense active (bonus à l'esquive, la parade ou au blocage), et la Résistance aux Dommage (damage resistance, DR), qui est déduite des dégâts reçus.
En début de tour, chaque joueur annonce l'action qu'il compte entreprendre, il existe une dizaine de possibilités :
- Attaquer (attack) : c'est l'action normale, qui consiste à porter un coup à une personne tout en disposant de ses capacités de défense normales (parade, esquive, bloquer avec un bouclier) ;
- Préparer une arme (ready) : une arme ne peut frapper ou parer que si elle est prête. Pour les petites armes bien équilibrées comme les épées, la préparation consiste à dégainer en début de combat (il faut donc un tour pour dégainer). Les armes lourdes ou mal équilibrées, comme les grandes haches, doivent être repréparées après chaque coup ou chaque parade, c'est-à-dire qu'il faut les ramener dans une position permettant de frapper ou de parer ; on ne peut donc frapper au plus qu'un tour sur deux. Les arcs, arbalètes et armes à feu doivent être rechargées, cela peut prendre plusieurs tours ;
- Feinter (feint) : cette manœuvre consiste à faire semblant d'attaquer pour créer une ouverture chez l'adversaire ; on ne porte pas le coup (l'attaque est « perdue »), mais cela donne un bonus au toucher le coup suivant. La feinte se joue sur un duel rapide [compétence arme attaquant] contre [compétence arme ou compétence bouclier ou DX défenseur] ; si l'attaquant réussit, sa marge de réussite est le bonus du coup suivant ;
- Attaque à outrance (all-out attack) : le personnage renonce à se défendre (pas de parade, de blocage au bouclier ni d'esquive) mais peut porter deux attaques dans le tour, ou bien une feinte et une attaque, ou bien une seule attaque avec un bonus au toucher ou aux dégâts ;
- Défense désespérée (all-out defense) : le personnage renonce à toute attaque mais si une défense échoue, il peut en tenter une deuxième sur cette même attaque (par exemple esquiver si la parade échoue) ; une seule arme ne peut faire que deux parades par tour, un bouclier ne peut bloquer que deux coups ;
- Viser (aim) : le joueur renonce à toute action, cela lui donne un bonus au toucher avec les armes à distance (couteau lancé, arc, arbalète, fusil…) ; le bénéfice est perdu s'il doit se défendre (parer avec son arme à distance, esquiver) ou s'il est blessé et échoue à un jet de concentration (IQ).

Le tour habituel se déroule de la manière suivante : deux personnages Albert et Bernard combattent à l'épée, ils choisissent tous les deux d'attaquer :
- Albert a l'initiative, il fait son jet d'attaque, il réussit son jet si

3d6 ≤  compétence d'arme
- l'attaque porte, Bernard choisit de parer, il réussit si

3d6 ≤ compétence arme/2 + Défense Passive de l'armure
- si Bernard échoue, il encaisse des dégâts desquels il déduit la Résistance aux Dommages de son armure ;
- c'est au tour de Bernard d'attaquer…

### Jet de réactions
Les interactions avec les personnages non joueurs (PNJ) ne sont pas totalement dans les mains du meneur de jeu. En effet, les réactions des PNJ sont déterminées par des jets de réactions: 3d6 avec des bonus/malus (en fonction de certains avantages et désavantages) des personnages joueurs (PJ). Plus le score se rapproche de 18 (voire plus si bonus), plus le PNJ apprécie le PJ et répond positivement à ses demandes. Ce mécanisme, qui était présent dans la première édition d'AD&D, apporte une contrainte intéressante à l'interprétation du meneur de jeu.

## Publications

### Système de base
- Édition française : il s'agit de la troisième édition américaine ; édité par Corrège (éditeur maintenant disparu) en 1992 puis par Asmodée/Siroz en 1994
- Troisième édition
  - GURPS Basic Set (1988, 272 p) : règles de création des personnages, de résolution des actions, et quelques éléments relatif à des mondes (règles de magie, conduite de véhicules...)
  - GURPS Compendium I (192 p) : cette compilation contient les règles ajoutées après la parution de la troisième édition. Ces règles concernent la création des personnages (nouveaux avantages et nouvelles compétences, règles additionnelles de création)
  - GURPS Compendium II (192 p) : compilation de règles complémentaires (combat de masse, combat spatial, maladies), liste de matériel, conseil sur le jeu de rôle...
- Quatrième édition
  - GURPS Basic Set (336 p) : contient les règles de la troisième édition du Basic Set et du Compendium I ;
  - GURPS Basic Set: Campaigns (240 p) : regroupe les éléments de campagne du Basic Set et le Compendium II de la 3e édition.
- GURPS Lite : version allégée de 32 p téléchargeable gratuitement  ici.

### Suppléments pour la4eédition
GURPS Infinite Worlds présente un multivers composé d'un nombre indéfini de dimensions alternatives (potentiellement tous les univers proposés par des suppléments pour GURPS, à l'exclusion des suppléments de type space opera).
Dans la réalité de départ des joueurs, un scientifique a découvert une trentaine d'années auparavant un moyen de se déplacer à travers les univers parallèles. Les personnages joueurs font partie des patrouilles Infinity, une méga-corporation gérant tout ce qui a trait à la technologie transdimensionnelle. Généralement, ils interprètent des éclaireurs (qui explorent les mondes récemment découverts) ou des policiers (qui veillent à ce qu'il n'y ai aucune contamination transdimensionnelle).
Centrum est le « grand méchant » de GURPS Infinite Worlds. Il s'agit d'une réalité alternative qui se livre avec la réalité de départ des joueurs à une guerre trandimensionnelle. D'autre méchants envisagés sont le Reich (les nazis ayant gagnés la seconde Guerre Mondiale dans plusieurs univers parallèles), ainsi que la Cabale (organisation de mages, vampires, liches, dieux, etc.).
GURPS Land Out Of Time permet de jouer dans des mondes perdus (peuplés de dinosaures, d'hommes des cavernes et de sauriens). Il est téléchargeable uniquement en format .pdf sur le site e23. Le supplément propose de plus le monde Burroughs-6 dans le cadre du multivers de GURPS Infinite Worlds.
GURPS Changing Times est un supplément qui, en sus de donner des conseils pour le meneur de jeu d'une campagne de Transhuman Space, donne les règles et modifications permettant de passer à la quatrième édition de GURPS pour cet univers.

### Ouvrages génériques (toutes éditions confondues)
- GURPS Bestiary
- GURPS Bio-Tech : description des techniques et technologies en rapport avec la biologie ou la médecine : modification génétiques, soins, ...
- GURPS High Tech
- GURPS Ultra Tech
- GURPS Low Tech : univers de basse technologie, historique (Antiquité, Moyen Âge, Renaissance) ou fantastique
- GURPS Vehicles (208 p) : les véhicules depuis la charrette jusqu'au vaisseau spatial (création et règles spécifiques telles que le combat) ; comme les règles sont particulièrement complexes, il existe une version allégée de 64 p qui ne comporte que les véhicules modernes actuels terrestres, GURPS Vehicles Lite, ainsi que des extensions avec des véhicules tout faits, GURPS Vehicles Expansion 1 et 2. GURPS Vehicles est également publié sous la forme d'un CD contenant un logiciel, le GURPS Vehicle Builder permettant de construire son véhicule avec tous les détails en faisant l'économie d'interminables calculs.

### Univers spécifiques (toutes éditions confondues)

#### Historique et contemporain
- GURPS Age of Napoleon
- GURPS Arabian Nights : le monde islamique de Mahomet à la fin du XVIIe siècle
- GURPS Aztecs : civilisation précolombienne
- GURPS China : Chine de la préhistoire au Printemps de Pékin
- GURPS Cliffhangers : détectives des années 1930 aux États-Unis
- GURPS Cops : police dans le monde contemporain
- GURPS Egypt : Égypte antique
- GURPS Espionage : services secrets dans le monde contemporain
- GURPS Ice Age et GURPS  Dinosaurs : préhistoire
- GURPS Imperial Rome : Rome antique
- GURPS Japon (GURPS Japan) : Japon médiéval (essentiellement l'ère Tokugawa)
- GURPS Low Tech : univers de basse technologie (Antiquité, Moyen Âge)
- GURPS Martial Arts : arts martiaux tendance cinéma…
- GURPS Middle-Ages
- GURPS Old West : conquête de l'Ouest des États-Unis au XIXe siècle
- GURPS Robin Hood : Robin des Bois, mais de manière générale les justiciers à différentes époques (far west, cyberpunk…)
- GURPS Russia : la Russie du VIe siècle à Pierre le Grand
- GURPS Special Ops : unités militaires d'élite dans les conflits modernes
- GURPS Swashbucklers : pirates et flibustiers de la fin du XVIe au début du XIXe siècle
- GURPS Viking
- GURPS World War II

#### Fantastique
- GURPS Atlantis
- GURPS Cabal : fantastique contemporain autour de la magie Hermétique
- GURPS Celtic Myth
- GURPS Conan (1989) : univers de Conan le barbare. Traduit en français en 1994[1].
- GURPS Fantasy : univers médiévaux-fantastiques ; les éditions précédentes consistaient en la description d'un univers, Yrth, celui-ci sera décrit dans GURPS Banestorm ; d'autres suppléments ont été conçus pour GURPS Fantasy :
  - des descriptifs de créatures fantastiques : GURPS Fantasy Bestiary, GURPS Monsters, GURPS Spirit (fantômes, djinns…), GURPS Fantasy Folk (orcs, elfes, nains…). Deux de ces suppléments sont traduits en français: Créatures Fantastiques et Peuples Imaginaires[1].
  - GURPS Warriors et GURPS Wizard : dédié aux personnages guerriers et mages (archétypes facilitant la création de personnages)
  - GURPS Magic et GURPS Grimoire : règles complètes de magie
- GURPS Horreur (GURPS Horror) et GURPS Undead : fantastique contemporain
- GURPS In Nomine, adaptation pour GURPS du jeu In Nomine, qui est lui-même une version édulcorée de In Nomine Satanis - Magna Veritas
- GURPS Psionics  (1991): règles complètes sur les pouvoirs psychiques. Traduit en français en 1997.
- GURPS Voodoo : règles de magie vaudou
- le Monde des ténèbres : GURPS Vampire: The Masquerade, GURPS Werewolf: The Apocalypse, GURPS Mage: The Ascension

#### Science-fiction
- GURPS Infinite Worlds (4e édition)
- GURPS Land Out Of Time (4e édition)
- GURPS Autoduel : univers de Car Wars, proche de Mad Max ; le livret est essentiellement un descriptif du monde, les règles particulières sont abordées dans GURPS Vehicles ; le livret s'accompagne des suppléments AADA Road Atlas and Survival Guide
- GURPS Atomic Horror : science-fiction des films de série B des années 1950
- GURPS Black Ops : agence secrète combattant des extraterrestres cachés sur Terre (façon Men in Black et X-Files)
- GURPS Cyberpunk (1990) : pour l'écriture de ce supplément, en pleine vague de science-fiction cyberpunk à la fin des années 1980, Steve Jackson Games mandate Loyd Blankenship, un hacker américain réputé. Les aspects informatiques de GURPS Cyberpunk sont considérés plus réalistes que ceux des jeux Cyberpunk 2013, Cyberspace et Shadowrun, sortis à la même époque[2]. Ce supplément est à l'origine d'une perquisition par la CIA et d'une saisie de disquettes en mars 1990, qui retarde la sortie du jeu d'un mois. Ce supplément est traduit en français en 1993[1].
- GURPS Illuminati et GURPS IOU : conspiration cachée, ou si les tabloïdes disaient vrai… (façon Men in Black et X-Files)
- GURPS Mecha
- GURPS Ogre
- GURPS Robot
- space opera
  - GURPS Espace (GURPS Space) (1990). Traduit en français en 1995[1].
  - GURPS Transhuman Space
  - GURPS Traveller : reprise du jeu de même nom
- GURPS Steampunk et GURPS Steam-Tech
- GURPS Supers : super-héros
- GURPS Time Travel
- GURPS Ultra-Tech
- GURPS Y2K : post-apocalyptique, après la défaillance générale des systèmes informatiques le 1er janvier 2000…

### Scénarios
- Caravan to Ein Arris (4e édition) : Un scénario d'introduction au système de règles GURPS qui se situe dans un cadre de bédouins. Téléchargeable gratuitement en format .pdf sur le site e23.
- ZombieTown USA (3e édition) : Un scénario avec des zombies dans une petite ville de l'Amérique profonde, jouable dans le cadre de GURPS Horror (période contemporaine) ou de GURPS Autoduel (futur post-apocalyptique). Téléchargeable en format .pdf sur le site e23.